# Aqueous Transmission
"Aqueous Transmission" – ostatni utwór z albumu Morning View amerykańskiego zespołu rockowego Incubus. Zwraca uwagę swoją długością (7:46), spokojnym dźwiękiem i elementami stylistycznymi. Pomimo że nigdy nie został wydany na singlu, osiągnął wśród fanów status kultowego utworu, za swoje spokojne brzmienie i relaksującą aurę. Ponadto, ostatnia minuta utworu to w całości odgłosy rechoczących żab nagrane w pobliżu posiadłości w Malibu, gdzie nagrywano całą piosenkę. Zespół wykonywał "Aqueous Transmission" jako końcowy numer podczas koncertów w 2007.

## Wpływy azjatyckie
Charakterystyczny wstęp utworu został nagrany na pipie (tradycyjny chiński szarpany instrument strunowy), pożyczonej od Steve Vaia. Wcześniej zespół omyłkowo nazywał ten instrument kyoto i ko-kyu.
Główny wprowadzający riff, składający się z prostej 17-nutowej progresji, jest powtarzany przez większość utworu.

## Brandon Boyd o "Aqueous Transmission"
"[...]Prawdopodobnie nasza najbardziej ambitna praca dotychczas, została stworzona z instrumentem raczej obcym dla Incubusa i całej rockowej muzyki, żeby być precyzyjnym. Zostało tu użyte 'Ko-kyu', podarowane darowane przez bardzo wspaniałomyślnego i utalentowanego człowieka o nazwisku Steve Vai. Pewnego późnego wieczoru zaczęliśmy czarować i eksperymentować z tym utworem i szybko wywołał wyobrażenie obrazu i analogii do swobodnego unoszenia się w dół rzeki; stąd treść piosenki. Nasza przyjaciółka Suzi Katayama, która w przeszłości pracowała nad aranżacjami smyczkowymi dla Björk, Madonny, a nawet Yours Truly do występu akustycznego w LA, użyczyła swojej klasycznej finezji do tej historii. I robiąc to pomogła utworowi stać się dokładnie tym co sobie wyobrażaliśmy; piosenka tak atmosferyczna i wibracyjna, mogąca sprawić, że słuchający jej przenoszą się w senną krainę rzek, kung fu i jednorożców, ostatecznie doprowadzając słuchacza do zsikania się w swoje majtki."